# Pont de Normandia
El pont de Normandia és un pont atirantat que travessa l'estuari del riu Sena. Uneix la ciutat de L'Havre, en la riba dreta, amb Honfleur, en la riba esquerra. La seva longitud total és de 2143,21 m, dels quals 856 m es corresponen amb l'obertura central del pont.
Al moment de la seva inauguració en 1995, va ser el pont atirantat amb l'obertura més gran del món, superant en més de 250 m el rècord establert pel pont Yangpu de Shanghái, construït el 1993 amb una obertura de 602 m. El 1999 es va veure superat en 34 m pel Gran Pont de Tatara al Japó. El rècord de longitud total com a pont atirantat el va perdre el 2004 en finalitzar-se la construcció del pont de Riu-Antírio a Grècia. El setembre de 2014 encara era el 6è pont atirantat amb major obertura del món.

## Construcció
La direcció d'obra va ser a càrrec de la Cambra de comerç i indústria de l'Havre. Els treballs es van iniciar el 1988 i es van perllongar durant set anys. La inauguració oficial va tenir lloc el 20 de gener de 1995.

## Estructura

### Tauler
El tauler, d'una amplària de 23,60 m, té quatre carrils destinats als automòbils, dues pistes per a bicicletes i dues voreres per a vianants. El tauler consta de dues parts: una part metàl·lica, de 624 m, a una altura de 59,12 m sobre el Sena; aquest tauler està compost de 32 dovelles de 19,65 m; cadascuna de les dovelles està connectada a l'extrem d'un dels pilars amb tirants que es fixen d'un extrem a l'altre de les dovelles. La resta del tauler està construït en formigó pretesat i conté dos viaductes d'accés.

### Pilars
Construïts en formigó armat, els pilars tenen forma de "Y" invertida. Mesuren 214,77 m i pesen 20.000 tones cadascun; d'aquestes, 11.700 tones corresponen a l'armadura metàl·lica i 150 tones als cables de pretesat. A causa de la forma esfèrica de la Terra, hi ha quatre centímetres de diferència entre la base dels pilars i el seu punt més elevat.

### Tirants
El pont té un total de 184 tirants, formats per diversos cables d'acer, entre 31 i 53, en funció de la força que han de suportar. Estan protegits de les agressions exteriors mitjançant una capa de cera i un embolcall de polietilè. Estan units formant feixos i disposen d'un recobriment amb perfil aerodinàmic. La seva longitud varia entre els 95 i els 450 metres.